# Heinfried Birlenbach
Heinfried Birlenbach (* 7. Dezember 1940 in Birlenbach, Kreis Siegen; † 11. November 2020 ebenda) war ein deutscher Leichtathlet.
Heinfried Birlenbach startete als Kugelstoßer für die Sportfreunde Siegen und nahm dreimal an Olympischen Spielen teil: 1964 in Tokio, 1968 in Mexiko und 1972 in München. Dort zog er mit persönlicher Bestweite von 20,37 m ins Finale ein und belegte in der Endwertung den siebten Platz.
1968 erlangte er beim Sechsländerkampf in Brescia mit 20,18 m den Europarekord. Er war sechsmal in Folge Deutscher Kugelstoßmeister und wurde zu 46 Leichtathletik-Länderkämpfen berufen. Bis heute hält Heinfried Birlenbach die Siegerlandrekorde im Kugelstoßen (20,37 m, erzielt am 9. September 1972 in München) und im Diskuswurf (50,64 m, erzielt am 22. September 1966 in Fröndenberg). Bei der Deutschen Hallenmeisterschaft 1971 wurden bei Birlenbach Amphetamine im Urin gefunden; er wurde vom Deutschen Leichtathletik-Verband wegen Dopings gesperrt sowie Titel und Platz aberkannt.
Heinfried Birlenbach hatte während seiner aktiven Zeit eine Körpergröße von 2,02 m und wog 135 kg.

## Aufgestellte Rekorde

### Kugelstoßen
- Europarekord: 20,18 m – 1968 in Brescia
- Deutscher Hallenrekord: 19,21 m – 13. Februar 1968[4]